# Mundialito de Futsal
O Mundialito de Futsal é uma competição internacional de Futsal, entre nações, que ocorreu anualmente de 1994 a 2008. As seleções participantes são convidadas.
| 1994 Detalhes | Milão Itália           | Itália   | Group Stage | Croácia    | Espanha        | Group Stage | Hungria        |
| 1995 Detalhes | Rio de Janeiro Brasil  | Brasil   | 7 - 2       | Itália     | Espanha        | 9 - 2       | Estados Unidos |
| 1996 Detalhes | Rio de Janeiro Brasil  | Brasil   | 6 - 0       | Paraguai   | Argentina      | Group Stage | Estados Unidos |
| 1998 Detalhes | Rio de Janeiro Brasil  | Brasil   | 2 - 0       | Argentina  | Estados Unidos | Group Stage | Itália         |
| 2001 Detalhes | Joinville Brasil       | Brasil   | 4 - 1       | Argentina  | Portugal       | 1 - 0       | Chéquia        |
| 2002 Detalhes | Reggio Calabria Itália | Brasil   | 3 - 1       | Itália     | Rússia         | 5 - 3       | Argentina      |
| 2006 Detalhes | Algarve Portugal       | Portugal | 3 - 2       | Croácia    | Angola         | 3 - 1       | Moçambique     |
| 2007 Detalhes | Algarve Portugal       | Portugal | 6 - 1       | Eslováquia | Hungria        | 9 - 3       | Croácia        |
| 2008 Detalhes | Algarve Portugal       | Portugal | 7 - 0       | Hungria    | Angola         | 5 - 2       | Líbia          |